# Rafael Inclán
 (mars 2019).
Si vous disposez d'ouvrages ou d'articles de référence ou si vous connaissez des sites web de qualité traitant du thème abordé ici, merci de compléter l'article en donnant les références utiles à sa vérifiabilité et en les liant à la section « Notes et références ».
Rafael Jiménez Inclán, né le 22 février 1941 à Mérida, est un acteur mexicain.

## Filmographie

### Telenovelas
- 1985 : Vivir un poco : Filogonio Llanos del Toro "Marabunta"
- 1987 : Sauvetage rose : Inspecteur Polys
- 1989-1990 : Simplemente María : Don Chema
- 1990 : Une voiture propia
- 1991 : La pícara soñadora : Camilo López
- 1996-1997 : Mi querida Isabel : Pantaleón
- 1997-1998 : Mi pequeña traviesa : Marcello
- 1998-1999 : Camila : Producteur de discográfico de Luis Lavalle
- 1999-2000 : Cuento de Navidad : Don Chente
- 1999-2000 : DKDA Sueños de juventud : Taxista
- 2000 : Ramona : Juan Canito
- 2001 : Amigas y rivales : Moncho / Manuel de la Colina / Jacaranda
- 2002-2003 : Clase 406 : Ezequiel Cuervo
- 2005 : RBD: Rebelde : Guillermo Arregui
- 2006-2007 : Code postal : Avelino Gutiérrez
- 2007 : Pasión : Pirates
- 2007 : Destilando amor : Isidro
- 2008-2009 : Alma la location : Don Ignacio Hierro González
- 2009-2010 : Atrévete a soñar : Tamir
- 2010 : Niña de mi corazón : Vittorio Conti
- 2012 : Cachito de cielo : Ernesto Landeros "Pupi"
- 2013 : Corazón indomable : Don Ignacio "Nacho"
- 2014-2015 : Mi corazón es tuyo : Nicolás Lascuráin
- 2017-2018 : Mi marido tiene familia : Eugenio Córcega Sierra

### Cinéma
- 1969 : Las golfas : El Predicador
- 1970 : Los juniors
- 1973 : Lágrimas de mi barrio
- 1973 : El caballo torero
- 1975 : Bellas de noche : Movidas
- 1977 : Las ficheras (Bellas de noche II parte) : Movidas
- 1978 : La comadrita : Atanasio
- 1978 : Noches de cabaret
- 1979 : Muñecas de medianoche
- 1979 : El sexo me da risa
- 1979 : El fayuquero
- 1979 : Le Jour des assassins (Day of the Assassin)
- 1979 : Esa mi raza!
- 1979 : Las cariñosas
- 1979 : El alburero
- 1979 : El secuestro de los cien millones
- 1980 : Blanca Nieves y... sus 7 amantes
- 1980 : Rigo es amor : El Güiro
- 1980 : Las tentadoras
- 1980 : Maldita miseria
- 1981 : Tijuana caliente
- 1981 : D.F./Distrito Federal
- 1981 : Que no me bese el mariachi
- 1981 : La pulquería
- 1981 : ...Y hacemos de... todo morocho
- 1981 : La cosecha de mujeres
- 1981 : El macho biónico : Docteur
- 1981 : El mil usos
- 1981 : El vecindario
- 1981 : El héroe desconocido : Rodolfo Martínez
- 1982 : Huevos rancheros
- 1982 : Burdel
- 1982 : Una gallina muy ponedora
- 1982 : La pulquería 2
- 1982 : Los fayuqueros de Tepito
- 1983 : Las modelos de desnudos
- 1983 : Chile picante
- 1983 : Maldita miseria : Lorenzo Rojas (Lencho)
- 1983 : El día del compadre : Tito
- 1983 : Sexo vs. sexo
- 1983 : El coyote emplumado
- 1983 : Los hijos de Peralvillo
- 1983 : Las vedettes
- 1983 : Se me sale cuando me río
- 1983 : Teatro Follies : Julio
- 1984 : El billetero
- 1984 : La pulquería 3: Entre ficheras anda el diablo
- 1984 : Los peseros
- 1984 : Siempre en domingo
- 1984 : Emanuelo
- 1984 : Corrupción : Chacuaco
- 1984 : Piernas cruzadas : Pepe
- 1984 : Las glorias del Gran Púas
- 1984 : Macho que ladra no muerde
- 1984 : Se sufre pero se goza
- 1984 : El puente
- 1984 : Adiós Lagunilla, adiós
- 1984 : Gringo mojado : Nieven Blanco
- 1985 : De todas... todas! : Bartolo Jalil
- 1985 : La pulquería ataca de nuevo
- 1985 : El mofles y los mecánicos
- 1985 : Hallazgo sangriento
- 1986 : Huele a gas
- 1986 : Picardía mexicana 3
- 1986 : El puente II
- 1986 : Un hombre violento : Charly
- 1987 : Las movidas del mofles
- 1987 : La ruletera
- 1987 : Mojados de corazón
- 1988 : Dos machos que ladran no muerden
- 1988 : Los plomeros y las ficheras
- 1988 : Fútbol de alcoba
- 1989 : Los rateros
- 1989 : El chácharas
- 1989 : El bar de los nacos
- 1989 : El pichichi del barrio
- 1989 : A garrote limpio
- 1990 : La buena, la mala, la golfa
- 1990 : El mofles en Acapulco
- 1990 : Es que Inclán está loco
- 1990 : La chica del alacrán de oro
- 1991 : Las paradas de los choferes
- 1991 : Po's que sueñas Madaleno
- 1991 : Ambiciones que matan
- 1992 : La fichera más rápida del oeste
- 1992 : Mofles y Canek en Máscara vs. Cabellera
- 1992 : El chupes
- 1992 : Milagro de Vietnam
- 1992 : Las dos caras del diablo
- 1992 : La dama y el judicial
- 1992 : El gandalla
- 1993 : El superman... Dilon
- 1993 : ¡Aquí espaantan! : Timoteo
- 1993 : Maten al Mexicano
- 1993 : Inseminación artificial
- 1993 : El báculo de pioquinto
- 1993 : El triste juego del amor : Don Joaquín
- 1993 : El fisgón del hotel : Fisgón
- 1994 : Amor que mata
- 1994 : La cantina
- 1994 : Lamineros y ficheras
- 1994 : El que las limpia
- 1994 : El diablo no tiene sexo
- 1994 : Enredos de un recién casado
- 1995 : Fuera ropa
- 1995 : El camotero del barrio
- 1995 : Duro de salvar : Rogelio
- 1995 : El superman... Dilon dos
- 1995 : Los cargadores
- 1996 : Devuélvanme a mi hijo
- 1996 : Como agaua pa' longaniza
- 1996 : Tres bribones en la casa : Abel Santoyo
- 1996 : El policía increíble : Guadarrama
- 1996 : Pistolero y enamorado
- 1996 : ¿Con quién duermes esta noche?
- 1997 : Aviso oportuno : Don Lupe
- 1997 : Los peluqueros : Macario Sánchez
- 1997 : El yerberito : Yerbero Maravilla
- 1997 : Super agente Botones : Agapito López Casti
- 1998 : El evangelio de las maravillas
- 1998 : Escuadrón asesino
- 1999 : El coronel no tiene quien le escriba : Pè Ángel
- 1999 : Los apuros de un mojado : Prisciliano Pricy
- 1999 : El baile
- 2000 : La perdición de los hombres
- 2001 : Buitres al acecho
- 2002 : Solamente una vez
- 2002 : Asesino en serio : Vivanco
- 2003 : Nicotina : Goyo
- 2004 : El cristo de plata
- 2004 : El ladrón de sombras
- 2006 : Bienvenido, paisano : Epifanio López
- 2006 : Mujer alabastrina
- 2006 : Fuera del cielo : Tío Jesús
- 2007 : Mosquita muerta : Paolo Donizetti
- 2007 : La leyenda de la Nahuala : Alebrije
- 2011 : La leyenda de la Llorona : Alebrije
- 2014 : La hija de Moctezuma : Moctezuma
- 2014 : La leyenda de las momias de Guanajuato : Alebrije
- 2014 : Familia Gang : Topillero
- 2017 : La leyenda del Chupacabras : Alebrije
- 2018 : La leyenda del Charro Negro : Alebrije

### Théâtre
- 1991, 2007 : El Avaro
- La pulquería
- Trincheras
- El Tenorio Cómico musical
- Los pepenadores
- 2011 : Mexique lindo y herido
- 2013-2016 : Hecho en México
- 2016-2017 : Aventurera[1]